# Itoplectis santoshae
Itoplectis santoshae är en stekelart som beskrevs av Gupta 1968. Itoplectis santoshae ingår i släktet Itoplectis och familjen brokparasitsteklar. Inga underarter finns listade i Catalogue of Life.